# Histoire de la transidentité
Pour des articles plus généraux, voir Transidentité et Histoire LGBT.
L'histoire de la transidentité est difficile à étudier en raison des différentes conceptions du genre et de limites méthodologiques de la recherche. Cependant, on trouve la trace de personnes vivant sous un autre genre que celui de leur enfance dès les premiers écrits de la Mésopotamie, et ce sur tous les continents. Dans la Rome antique, Héliogabale exige l'utilisation du féminin pour la désigner et veut accéder à une « double nature sexuelle » grâce à une incision « à l'avant du corps ».
Le christianisme et la colonisation chrétienne imposent de nouveaux standards, appliqués de façon stricte, et marquent la fin de nombreuses pratiques d'imposition de la binarité de genre. Certains missionnaires acceptent que des femmes vivent comme des hommes et remplissent leurs rôles, comme Njinga du Ndongo et du Matamba, roi du Ndongo et du Matamba, mais la transidentité féminine est très durement réprimée. En 1513, Vasco Núñez de Balboa assassine par exemple 40 femmes trans de l'isthme de Panama pour cause de sodomie. En Asie, entre autres chez les hijras, les colons empêchent les personnes trans d'accéder à leurs emplois spirituels d'origine, les forçant à subsister par la prostitution, ce qui entretient les stéréotypes sur le long cours. En Europe, le travestissement des femmes en hommes est également plus accepté que l'inverse : le moine Eugène, forcé à dévoiler son sexe pour éviter une accusation de viol, est canonisé sous le nom de sainte Eugénie.
De nombreux hommes trans de l'Europe des dix-huitième et dix-neuvième siècles s'engagent comme marins ou soldats. Aux États-Unis, pendant la guerre de sécession, plus de 200 personnes s'engagent dans l'armée en se déguisant. Dans les deux cas, ces identités sont respectées si les hommes trans ou femmes travesties ne révèlent pas leur anatomie, auquel cas on leur attribue de nouveau leur rôle féminin.
Le développement de la chirurgie de réattribution sexuelle et de l'hormonothérapie, créée en Allemagne au plus tard en 1918 et destinée aux personnes trans, se fait en parallèle de tentatives de « guérir » l'homosexualité, telle que la greffe, réalisée en 1916 par Eugen Steinach, d'un testicule d'un homme hétérosexuel vers un homme homosexuel. Le mot travesti est inventé en Allemagne par Magnus Hirschfeld. Une série d'opérations d'affirmation de genre est réalisée en Allemagne au sein de l'Institut Hirschfeld dans les années 1920, avant sa destruction par la Schutzstaffel nazie.
L'histoire de Christine Jorgensen est largement médiatisée à partir de 1952. Elle ouvre la voie à une démocratisation des transitions médicales, qui s'opère de façon très différente selon les pays.

## Méthodologie

### Vocabulaire
Le mot travesti est inventé en Allemagne par Magnus Hirschfeld qui l'utilise comme titre de son livre de 1910, Die Transvestiten,. Il l'applique aux personnes qui changent d'expression de genre ponctuellement ou en permanence, avec ou sans transition sociale ou médicale. Havelock Ellis, apprenti de Richard von Krafft-Ebing, invente le terme d'éonisme pour décrire le travestissement, sur le modèle de Charles d'Éon de Beaumont. Le terme d'inversion sexuelle, principalement utilisé de la fin du XIXe siècle au début du XXe siècle, englobe de nombreux comportements incluant l'homosexualité, le lesbianisme, la bisexualité et la transidentité.
Au milieu du vingtième siècle, le terme de « transsexuel » naît pour distinguer les personnes qui changent certains attributs de leur corps par des opérations chirurgicales ou la prise d'hormones. À la fin des années 1960, la militante trans Virginia Prince popularise le terme de « transgenre » pour parler de personnes qui ont transitionné socialement, mais pas médicalement. Cette distinction reste en place plusieurs décennies, mais après la publication du livre Transgender Liberation de Leslie Feinberg en 1992, le mot « transgenre » devient plus généraliste. Il est graduellement remplacé par l'abréviation « trans ». L'expression opposée de « cisgenre » naît probablement dans les années 1990 voire avant.

### Limites à l'étude du genre
Si le concept de transidentité comme on l'entend dans le monde moderne n'est pas forcément applicable à l'histoire ancienne, diverses notions d'identités en dehors de la binarité de genre existent partout dans le monde avant la colonisation par les empires occidentaux chrétiens. Le manque d'autobiographies requiert de plus des historiens qu'ils assignent des identités de genre aux personnalités historiques, ce qui peut laisser place à l'erreur.
Il existe des limites géographiques à l'étude des personnes trans. Les études sur la transidentité en Chine ne naissent que dans les années 1990, de sorte qu'il est difficile de relier les personnes transgenres à l'histoire de la région. La Grande Chine actuelle est considérée par les chercheurs comme très transphobe, ce qui complique l'étude du sujet.
L'idée même de genre attribué à la naissance a des limites : en Angleterre, par exemple, les actes de naissance n'existent pas avant 1837, rendant difficile voire impossible l'identification du sexe de naissance d'une personne.

### Genre et orientation sexuelle
Il est de plus difficile d'identifier un historique précis de la transidentité alors que le concept de genre et de transidentité contemporain date du vingtième siècle,, ; selon les cultures et les époques, le concept de genre peut être défini différemment, par exemple en le confondant avec l'orientation sexuelle. En 1864, Karl Heinrich Ulrichs se présente par exemple à sa famille à la fois comme une âme de femme bloquée dans un corps d'homme, mais également comme appartenant à une race de sous-hommes aimant les hommes, ce qui confirme son orientation sexuelle mais rend très difficile l'identification de son genre. En 1955, les psychologues américains John Money et John et Joan Hampson expliquent le concept de rôles de genre et affirment que l'orientation sexuelle peut être utilisée comme facteur pour établir le « vrai » genre d'un enfant intersexe. Au vingt-et-unième siècle, l'ethnographe David Valentine parle avec de nombreuses personnes noires et latinx à New York qui se présentent comme gay plutôt que trans. Afsaneh Najmabadi rencontre un groupe de personnes trans iraniennes qui ne comprennent pas la possibilité d'être une femme trans lesbienne, la transition étant vue comme un moyen de vivre dans un couple hétérosexuel.
Le lesbianisme est également un espace de frontières floues : les lesbiennes butch et les he/him lesbians (lesbiennes il/lui, désignant des femmes lesbiennes qui utilisent des pronoms masculins) font l'objet d'une sous-représentation et peuvent facilement être confondues avec des personnes non-binaires ou hommes trans. Il est donc très difficile de favoriser une appartenance plus qu'une autre dans le cas de doute entre deux identités négligées par l'histoire des personnes LGBT.

### Critères académiques de la transidentité de personnages historiques
En général, les sources académiques jugent qu'une personnalité historique est transgenre si elles ont des traces d'une motivation intrinsèque à ne pas être conformes à leur genre, si possible sous la forme d'un témoignage personnel. On cherche également une expression de genre appartenant au genre opposé à celui attribué à la naissance. Il arrive que des personnes ne soient pas considérées comme trans simplement parce qu'elles ont vécu avant la création de la terminologie d'aujourd'hui. L'auteur Jason Cromwell propose de répondre à trois questions, auxquelles la réponse doit être positive, pour identifier des hommes transgenres : il faut qu'ils aient dit être des hommes, aient modifié leur corps pour ressembler davantage au corps masculin traditionnel, et qu'ils aient vécu comme des hommes. Genny Beeman différencie les personnes trans et travesties en comptant comme trans seulement celles qui conservent la même identité de genre dans leur vie privée.
Les contraintes associées aux rôles de genre sont également une limite à l'identification des personnes trans. Il existe de nombreux cas de personnes ayant vécu sous l'identité d'un autre genre pour pouvoir pratiquer un certain métier, ce qui est souvent vu comme du travestissement, c'est-à-dire un mensonge pour atteindre des objectifs. Toute motivation intrinsèque à changer de sexe est alors niée. C'est le plus souvent le cas pour des personnes transmasculines, qui ont vécu comme hommes en remplissant un rôle social masculin, souvent politique ou militaire.

### Sources non neutres
Le problème de l'identification des personnes trans vient également des contextes dans lesquels on connaît leur histoire. Le plus souvent, les preuves reçues de la non-conformité de genre d'une personnalité historique viennent de rapports médicaux ou légaux. Aucun des deux contextes n'est neutre : dans les deux cas, on cherche à construire une narration qui servira nos intérêts personnels. Ainsi, dans le cadre d'un procès, une personne trans pourra se dire travestie ponctuellement pour limiter la sanction ; dans le cadre médical, une personne non-binaire peut insister sur sa binarité de genre pour avoir un accès plus facile à une transition médicale, ce qui est encore le cas au vingt-et-unième siècle. La voix des personnes trans s'exprimant le plus souvent par l'autobiographie ou le témoignage personnel, il devient difficile de trouver des preuves de transidentité à des époques où l'alphabétisation n'est pas encore démocratisée et où la publication d'écrits est difficile.

## Transidentités anciennes

### Afrique
L'Égypte antique a un troisième genre qui inclut notamment les eunuques. Dans le Conte des deux frères, Bata enlève son pénis et dit à sa femme « je suis une femme tout autant que toi »,. Les déesses Mout et Sekhmet sont souvent représentées avec un pénis en érection, et Anat porte des vêtements d'homme ou de femme.
Si Néférousobek est la première femme pharaon, 300 ans plus tard, Hatchepsout porte le costume masculin de la royauté : pagne court, némès et barbe postiche. Néanmoins, les textes religieux utilisent toujours le genre féminin pour parler d'elle, et Hatchepsout naît femme et garde ce rôle jusqu'à la mort des hommes de sa famille.

### Amériques

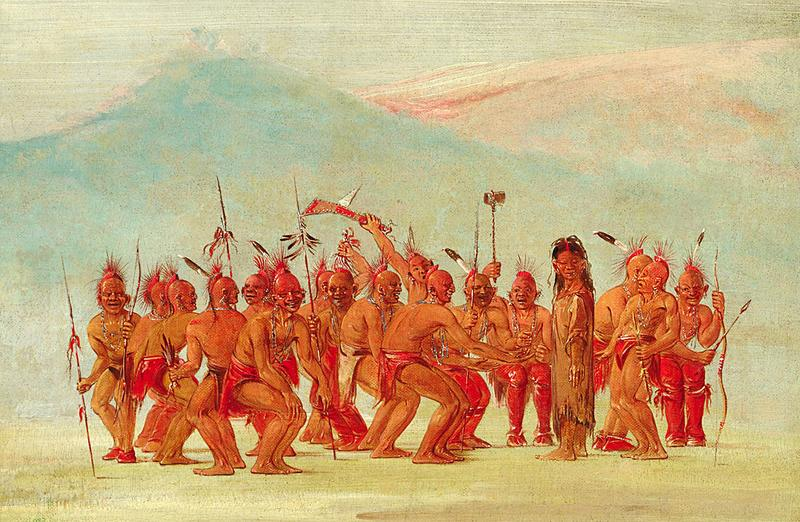
George Catlin (1796-1872), Danse aux berdaches. Représente une cérémonie de danse pour célébrer les personnes deux-esprits parmi les indiens Sauk et Fox.

Avant le contact avec l'Occident, certains peuples autochtones d'Amérique reconnaissent la bispiritualité, qui se rapporte à des personnes qui effectuent des tâches et portent des vêtements associés à la fois aux femmes et aux hommes. Les personnes aux deux esprits peuvent être traitées avec vénération ou méprisées, en fonction du peuple concerné. Il s'agit cependant d'une identité religieuse et non sexuelle : Kaúxuma núpika, par exemple, ne se transforme en homme que par intervention divine et pour mener à bien une mission sacrée.
Le travestissement est une pratique acceptée dans de nombreuses cultures d'Amériques du Sud et centrale, dont les Aztèques et les Mayas,.
Les Zapotèques d'Oaxaca ont un troisième genre appelé muxe ou muxhe, des personnes qui vivent selon les normes du sexe opposé,,,. Elles peuvent épouser une personne de n'importe quel genre. Une personne muxhe peut réaliser certains types de travail des femmes tels que la broderie, mais aussi ceux associés au rôle masculin, comme la fabrication de bijoux,. Environ 6 % des hommes de la communauté zapotèque dans l'Isthme de Tehuantepec sont encore muxes au début des années 1970.

### Asie
En Mésopotamie, des textes dès 4500 av. J.-C. mentionnent des personnalités religieuses connues sous le nom de « Gala », des prêtresses « nées hommes » considérées comme sacrées et vénérées,.
Dans certaines versions du Ramayana, en Inde, lorsque Rāma quitte Ayodhya pour un exil de 14 ans, une foule de ses sujets le suit dans la forêt. Rāma leur demande de ne pas pleurer et dit que tout le monde, homme ou femme, doit retourner à Ayodhya. Lorsqu'il revient dans cette ville après une absence de 14 ans, il constate que les hijras, ni hommes ni femmes mais suivant un mode de vie féminin,, n'ont pas bougé de l'endroit où il a prononcé son discours. Impressionné par leur dévotion, Rāma accorde aux hijras le pouvoir de conférer des bénédictions lors d'occasions comme l'accouchement et les mariages. Ce pouvoir supposé est à l'origine du rite du « badhai » au cours duquel les hijras chantent, dansent et donnent des bénédictions. L'identité hijra est profondément religieuse pour beaucoup de hijra, mais les interprétations diffèrent : certaines vient une vie d'ascète abstinentes pour leur religion, d'autres estiment que les relations sexuelles avec les hommes sont une partie intégrante de leur identité.
En Perse, des personnes appartiennent aussi à des minorités de genre. En 2018, des fouilles à Hasanlu montrent qu'environ une tombe sur cinq ne répond pas aux critères genrés de distribution des objets ou ne remplit manifestement pas les rôles normalement assignés au genre de la personne enterrée. Les mukhannath sont des castrats qui partagent certaines caractéristiques et rôles sociaux avec les femmes, mais pas l'intégralité, les mettant quelque part entre femme et homme. Il est fait mention de « mukhannathun » dans les hadîths et par les érudits de l'Islam. L'historienne Afsaneh Najmabadi remarque qu'en Iran au dix-neuvième siècle, les hommes adultes qui se rasent la barbe sont désignés par le terme amradnuma, qui signifie personne qui ressemble à un mukhannath (amrad en persan) et non par zan'numa, qui signifie personne qui ressemble à une femme.
Dans les cultures thaï et khmer, le Tripitaka identifie quatre genres, dont les katoï, qui correspondent plus ou moins au concept occidental de femme trans. Avec la colonisation, les katoï sont surnommées « ladyboy ».
Au Japon, Edo est présentée au dix-septième siècle comme une ville d'hommes célibataires. La ville est riche en prostitution, avec des femmes, avec des onnagata (des acteurs qui vivent comme femmes sur scène et parfois au quotidien) et avec des wakashū, qui ne sont pas d'un genre unique, mais qui sont forcément pénétrés pendant les relations sexuelles. Les wakashū disparaissent lors de la deuxième moitié du dix-neuvième siècle.

### Europe

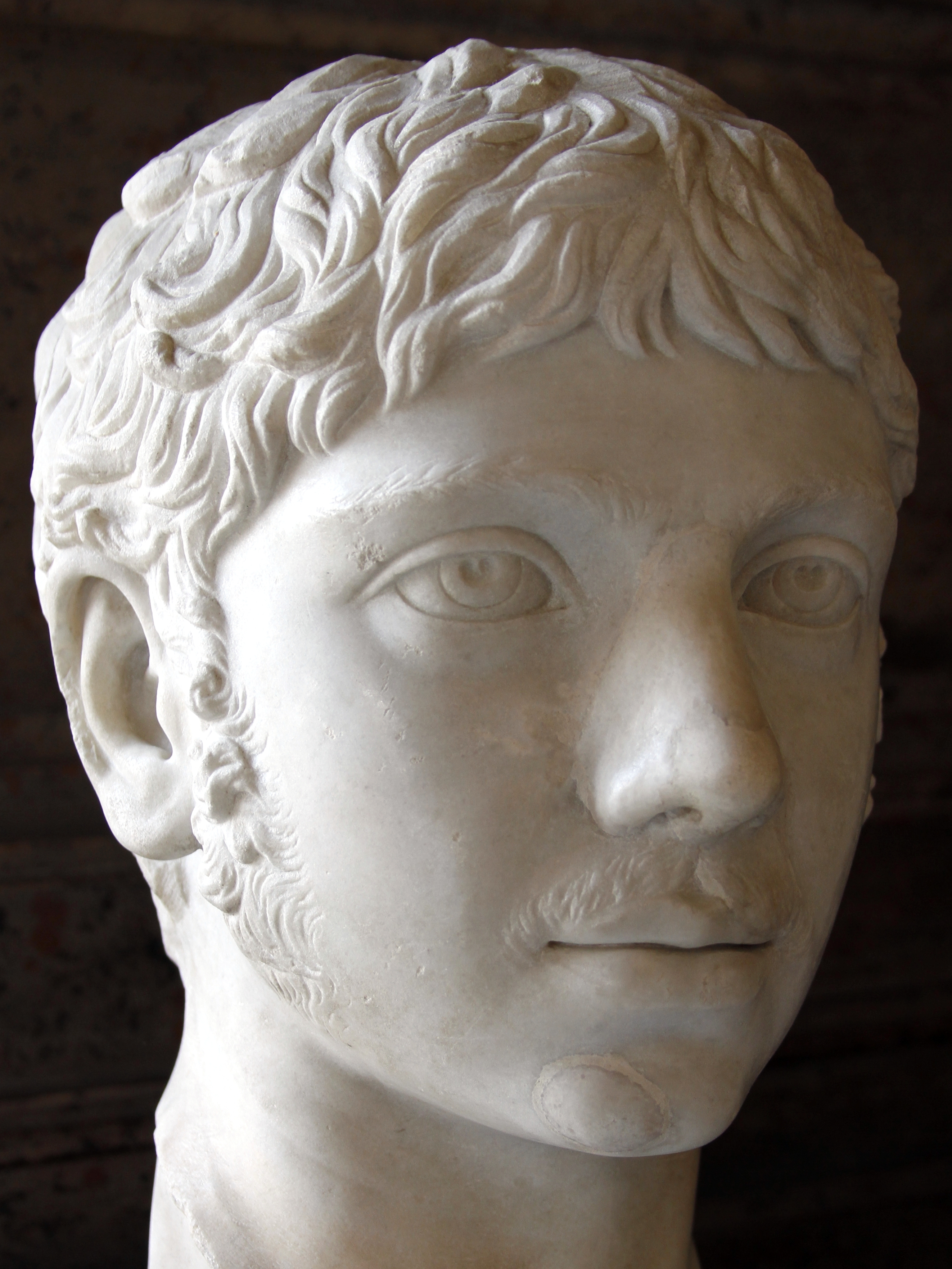
Buste d'Héliogabale.

Dans la Grèce Antique et la Phrygie, et plus tard dans la République romaine, la déesse Cybèle était vénérée par une secte de personnes castrées, vêtues d'habits féminins et se désignant elles-mêmes comme des femmes,.
Selon une courte phrase de Dion Cassius, dont le texte nous est parvenu grâce à une compilation de Jean Zonaras au XIIe siècle, l’empereur romain Élagabal, entre l'an 218 et l'an 222, aurait porté des vêtements de femme et aurait souhaiter accéder à une « double nature sexuelle » grâce à une incision « à l'avant du corps ». Bien que l'empereur Héliogabale soit souvent mentionné comme l'un des premiers cas connu d'une personne trans par certains historiens, d'autres sont plus sceptiques et considèrent que Dion Cassius rapporte des ragots sans fondement dans ce cas précis.
Un des premiers cas documentés dans le christianisme primitif est celui de Thècle d'Iconium, qui est autorisée par Paul de Tarse à endosser l'habit masculin pour prêcher et dont le récit figure dans les Actes de Paul et Thècle,.
Ecrit au XIIIe siècle, le Roman de Saint Fanuel est un récit versifié non canonique, où un des arrières grand-père de Jésus enfante miraculeusement son aïeule, Sainte-Anne. Il a été analysé sous la perspective d'un dysphorie de genre par le spécialiste de la littérature médiévale française Black Gutt.
En 1322, Kalonymus ben Kalonymus écrit en France un poème exprimant son désespoir d'être né homme et son envie d'être née femme, tout en qualifiant son pénis de « défaut »,,,.
Près de la Prague actuelle, des archéologues trouvent en 2011 un tombeau codé de façon féminine dans lequel est enterré un squelette identifié par les scientifiques comme masculin, vêtu de vêtements de femme,,. En 2017, à Birka, un squelette identifié comme féminin de Viking est retrouvé enterré avec des biens masculins,. L'identification du sexe à partir du squelette a néanmoins de nombreuses limites.
En 1394, Eleanor Rykener, une prostituée au corps masculin, est arrêtée à Londres. Rykener vit à Oxford sous une identité féminine la plupart du temps, bien qu'elle reprenne parfois une identité masculine,, ce qui, selon l'historien Robert Mills, pourrait lui avoir posé plus de problèmes à l'époque qu'une identité féminine stable,.

### Océanie
En Océanie, notamment dans les cultures pré-coloniales de Polynésie, on trouve des personnes assignées homme qui adoptent une expression de genre et des comportements féminins. Parfois classées dans la catégorie troisième genre, elles se retrouvent à la frontière du genre. Ces identités se sont perpétuées après la colonisation. Aux Samoa, elles sont appelées Fa'afafine (« à la manière d'une femme »),, aux Tonga on les appelle fakaleiti, à Tahiti Rae Rae ou mahu.

## Colonisation et influences chrétiennes

### Afrique
Avant la colonisation britannique du Nigeria contemporain, au sein d'un peuple igbo, le titre d'Ekwe existe pour nommer les personnes nées femmes qui sont possédées par la déesse Idemili. Une fois que ces personnes sont possédées, elles sont considérées comme des hommes au sein de leur société. Sans porter ce titre, on peut aussi devenir homme en épousant une femme et en étant propriétaire terrien. Si un homme propriétaire terrien meurt, laissant sa femme et ses filles derrière lui, une des filles devient ainsi un homme pour que la famille puisse continuer à exploiter la parcelle. Une fois la transformation effectuée, que ce soit pour des motifs civils ou religieux, la personne est considérée et traitée comme un homme à part entière par toute la société. Dans les années 1840, les missionnaires chrétiens se répandent dans la région et les pratiques associées aux divinités indigènes sont interdites, menant à la fin du rôle d'Ekwe.
Les missionnaires acceptent le rôle de roi tenu par certaines femmes, comme Njinga du Ndongo et du Matamba qui se présente comme roi de son peuple et se convertit au christianisme sous le nom d'Ana de Sousa. Ils répriment cependant sévèrement les personnes assignées hommes qui se comportent en femmes.

### Amériques
La suppression violente de l'identité bispirituelle par les colons européen est au moins autant due à leur expression de genre non conforme qu'à leurs pratiques religieuses incompatibles avec le christianisme.
En 1513, Vasco Núñez de Balboa assassine 40 autochtones de l'isthme de Panama pour cause de sodomie : ces personnes, considérées comme des hommes à la naissance, vivent en tant que femmes.
L'un des premiers comptes-rendus de l'existence de personnes transgenres en Amérique du Nord est fait par le missionnaire Jésuite Joseph François Lafitau, qui passe six ans chez les Iroquois en 1711. Il y raconte avoir vu « des femmes avec courage viril qui se vantaient elles-mêmes de leur profession de guerrier », ainsi que « des hommes assez lâches pour vivre en tant que femmes ». À cette époque, les missionnaires européens appliquent aux personnes transféminines le terme péjoratif de « berdache », dont l'étymologie remonte au mot persan bardaj, se référant à un homosexuel passif ; le terme est dès l'époque fortement contesté par les autochtones,.
Thomas(ine) Hall (en) , une personne engagée en Virginie, affirme être à la fois homme et femme, alternant sa présentation jusqu'à ce qu'un tribunal lui ordonne en 1629 de porter des pantalons d'homme et un tablier de femme ; Hall était peut-être intersexe,.

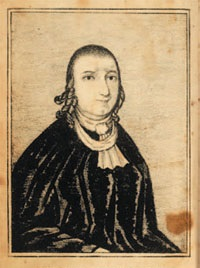
Portrait de Public Universal Friend.

En 1776, Public Universal Friend affirme ne pas avoir de genre, s'habille de façon androgyne, et refuse d'utiliser son nom de naissance ou des pronoms genrés pendant une quarantaine d'années.
En 1791, Romaine-la-Prophétesse mène une révolte au sud de Haïti pendant la Révolution haïtienne,,,. Vêtue comme une femme bien qu'elle ait été élevée comme un garçon, elle dit être possédée par un esprit féminin,,,. Mary Grace Albanese la liste dans les femmes de la révolution, tandis que Terry Rey estime que la définir comme transgenre est anachronique,.
Dans la première moitié du dix-neuvième siècle, Edwin Thompson Denig (en) remarque un genre qu'il considère neutre chez les Crows. En 1896, We'wha rencontre Grover Cleveland ; cette personne née homme alterne des rôles féminins et masculins dans sa société,,.

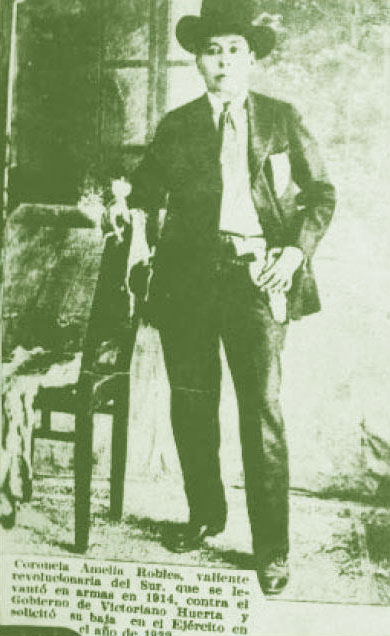
Amelio Robles

Joseph Lobdell et Charley Parkhurst sont deux hommes transgenres nord-américains du dix-neuvième siècle. Pendant la guerre de sécession, plus de 200 personnes s'habillent en hommes et deviennent soldats ; plusieurs, dont Albert Cashier, conservent cette identité masculine après la fin de la guerre. Après la guerre, Frances Thompson (en) est arrêtée pour travestissement en femme,,. Pendant la révolution mexicaine, Amelio Robles Ávila exige d'être traité comme un homme et devient colonel,. Sa masculinité est acceptée par ses proches, par la société et par le gouvernement mexicain, et il vit comme un homme à partir de l'âge de 24 ans et jusqu'à sa mort. Il tue deux hommes qui l'ont attaqué et essayé de le dévêtir pour "révéler" son anatomie.
En 1895, un groupe de personnes androgynes à New York montent un club nommé Cercle Hermaphroditos. Le groupe inclut notamment Jennie June, assignée homme à la naissance et qui publie The Autobiography of an Androgyne en 1918, une des premières autobiographies de personnes transgenres.

### Asie
À Pékin aux dix-septième et dix-huitième siècles, des xianggong sont des personnes qui sont pénétrées analement par des clients plus vieux. Ces personnes apprennent dès le plus jeune âge à parler d'une façon féminine, à porter du maquillage et à se présenter comme femmes.

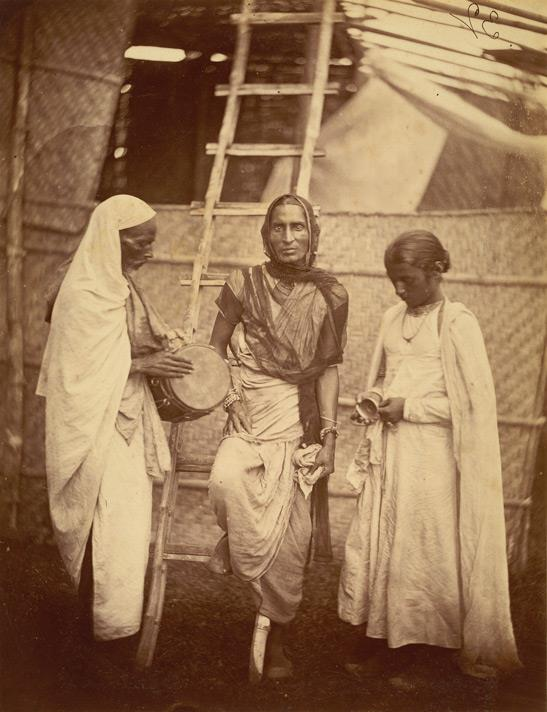
Une personne hijra dans l'Est du Bengale dans les années 1860.

À partir des années 1870, les autorités coloniales britanniques tentent d'éliminer les hijras en interdisant leurs performances artistiques et le travestissement. Après l'indépendance de l'Inde, plusieurs gouvernements étatiques encouragent des programmes sociaux pour combattre les discriminations envers les personnes transgenres et hijras.

### Europe
Parmi les textes hagiographiques médiévaux, comme La Légende dorée de Jacques de Voragines ou le Speculum historiale ou Miroir historial de Vincent de Beauvais figurent des exemples de personnes ayant vécu sous une identité de genre non conforme à leur sexe assigné à la naissance parmi les saints et saintes catholiques, notamment Sainte Marine et Euphrosyne d'Alexandrie,,.
Un chapiteau, datant des années 1125-1140, à l'intérieur de la basilique de Vézelay en France, montre le moment du procès où le moine Eugène, canonisé par l'Église sous le nom de sainte Eugénie, montre ses seins pour nier une accusation de viol à son encontre. Selon Clovis Maillet, il s'agit d'un cas de transgendérisme médiéval ("Eugénie" déclare être un homme et vit comme tel). La Légende dorée décrit le moine comme une « femme virile ».
Le livre de la mutation de Fortune écrit en 1403 par Christine de Pisan aborde un récit où la narratrice indique avoir été transformée en homme à la mort de son mari,.

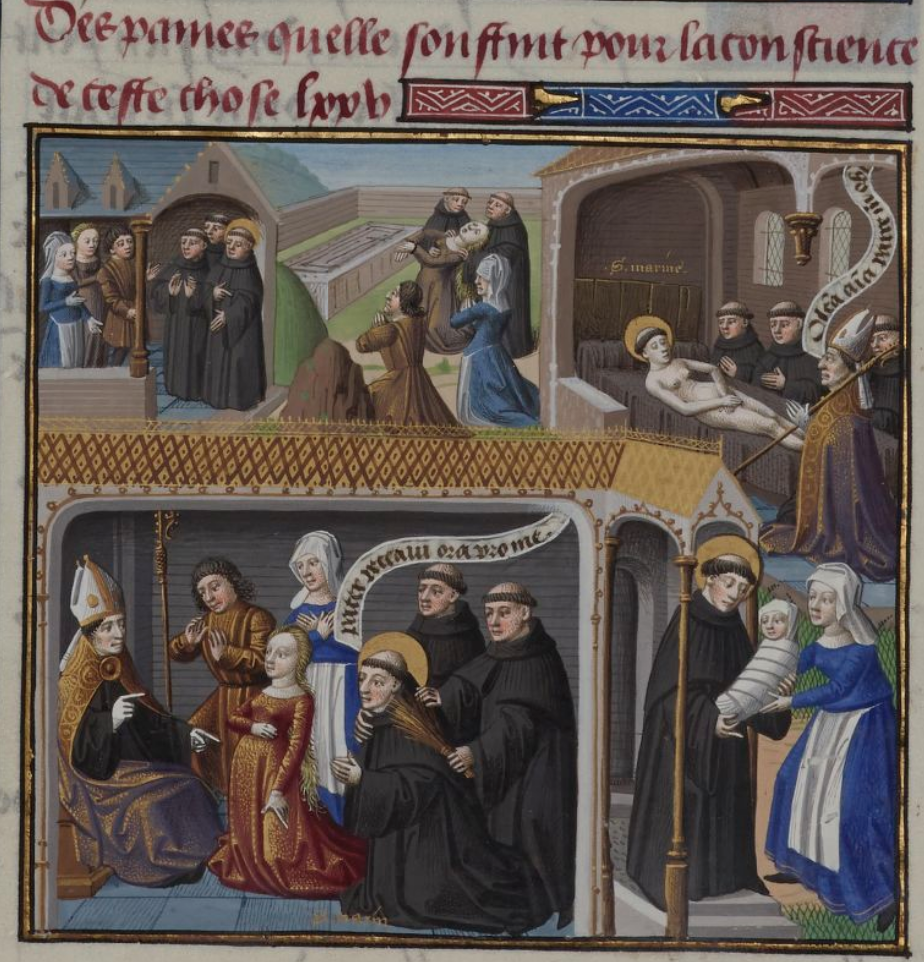
Enluminure tirée du Miroir historial ou Speculum Historiale de Vincent de Beauvais montrant l'histoire de Sainte Marine.
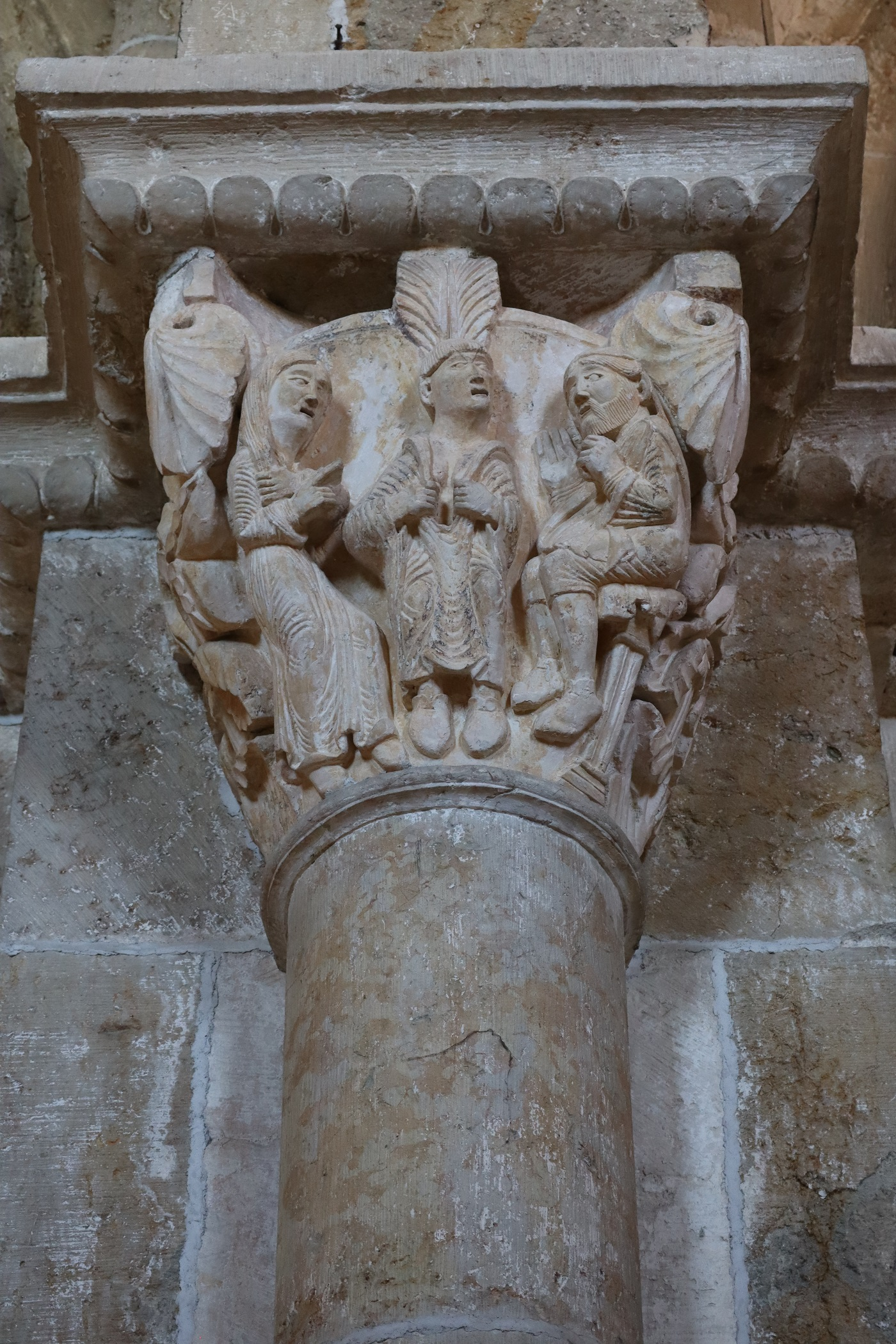
Chapiteau à l'intérieur de la basilique de Vézelay montrant le moine Eugène découvrant ses seins.
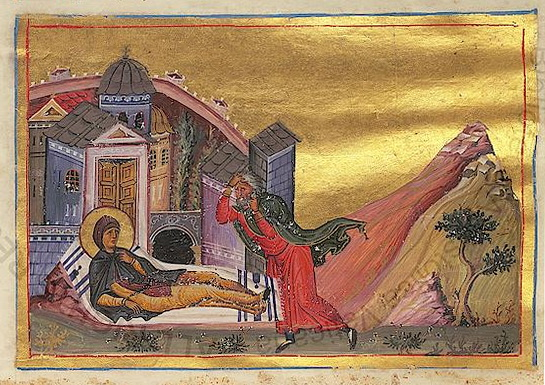
Euphrosyne d'Alexandrie mourante se révélant à son père dans le Menologion de Basil II.

Au seizième siècle, on constate l'existence de plusieurs personnes élevées comme des filles puis ayant pris une identité masculine. En Espagne, ces personnes incluent par exemple Eleno de Céspedes et Catalina de Erauso,,,,.
En Angleterre aux dix-septième et dix-huitième siècles, les molly houses (en) sont un lieu de rencontre pour les hommes gays. Souvent, des personnes y utilisent également des prénoms féminins et elles peuvent aussi simuler un accouchement. Le 9 septembre 1767, Mary Tom House comparaît en procès après avoir volé des vêtements. Son compte-rendu utilise le terme de spinster (« vieille fille »), mais précise également que la personne est hermaphrodite et s'appelle donc aussi Tom. Aucune autre mention de son genre ou de son sexe n'est faite dans la suite du procès : cette personne semble avoir vécu de façon stable et confortable sans identité masculine ou féminine.
De nombreux hommes trans de l'Europe des dix-huitième et dix-neuvième siècles s'engagent comme marins ou soldats. En général, leur entourage les traite au masculin, ne sachant pas qu'ils ont changé leur expression de genre. Quand ils sont identifiés comme ayant été femmes, leur entourage utilise à nouveau des pronoms féminins et les traite comme femmes, et cela se répercute dans les sources d'époque. Il est donc difficile d'établir s'ils veulent être traités comme femmes ou comme hommes après leur changement de genre volontaire pour remplir un rôle social masculin. Anne Lister dit de son amante qui a touché ses parties génitales que This is womanizing me too much… she lets me see too much that she considers me too much as a woman (« Ceci me féminise trop… elle me montre trop qu'elle me considère comme une femme »). Lister raconte aussi dans ses journaux avoir lu de nombreux classiques à la recherche d'histoires d'androgynie ou de fluidité de genre.

## Période contemporaine et médicalisation

### Débuts de l'approche médicale
En Europe, au début du XXe siècle, il est commun d'avoir des acteurs travestis pour jouer des rôles féminins, comme le veut la tradition du théâtre. Or, un médecin allemand parle à quatorze acteurs jouant des rôles de femmes et apprend que plus de la moitié de ces personnes portent des vêtements de femmes au sein du foyer aussi. Dans les camps de concentration de la première guerre mondiale, des acteurs jouent donc des personnages de tous les genres. Là aussi, certaines personnes continuent à agir et s'habiller en femmes en dehors des représentations, vivant à plein temps comme femmes. 

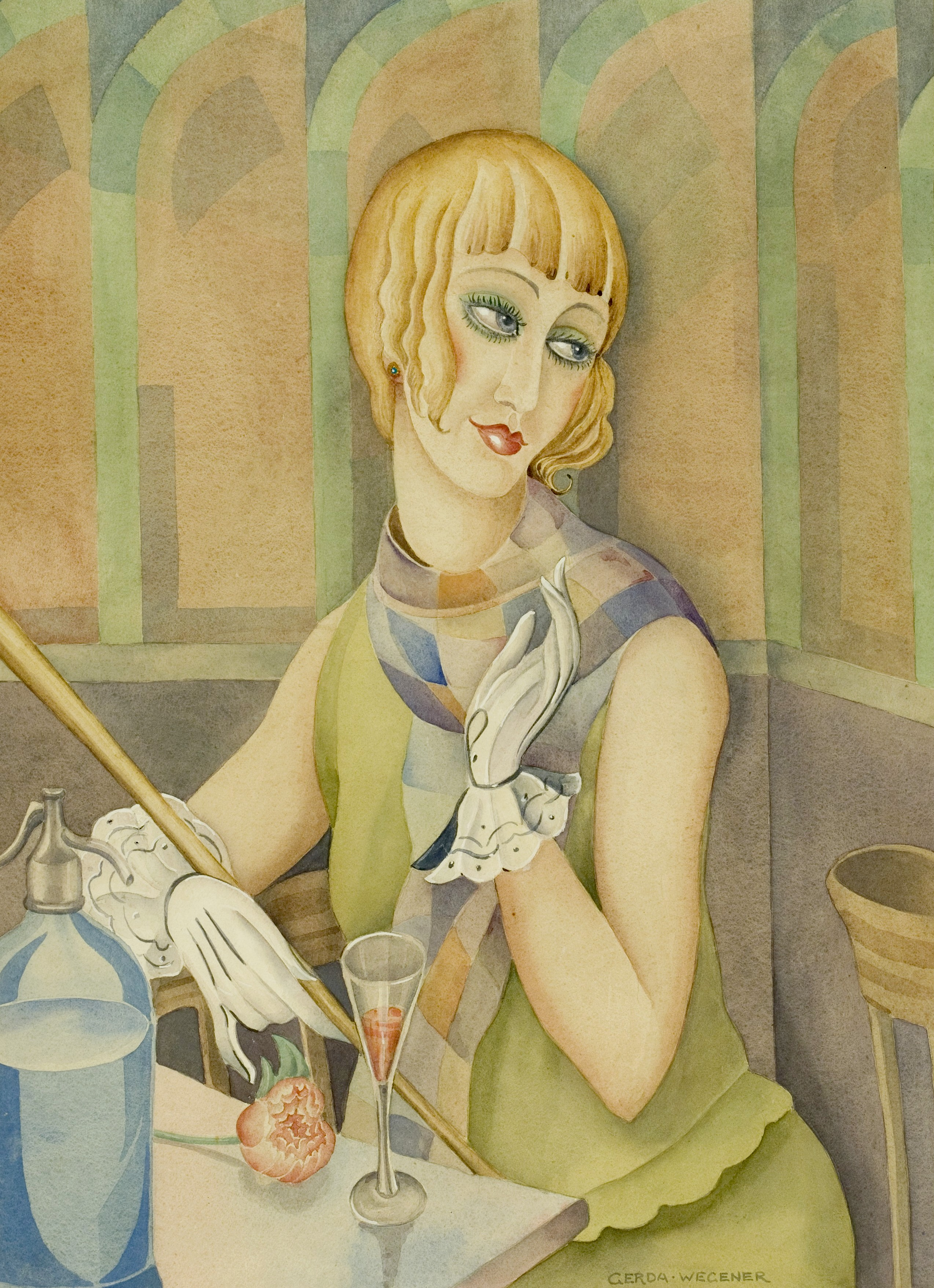
Peinture de Gerda Wegener représentant sa compagne Lili Elbe, femme transgenre danoise opérée en Allemagne dans les années 1930.

Le début du XXe siècle voit l'émergence de l'endocrinologie comme science ; celle-ci se donne notamment comme mission de trouver une explication scientifique à la fois à la différence de sexes entre hommes et femmes, mais aussi aux divergences à la norme sexuelle et de genre afin de les « soigner » : ainsi, le développement de la chirurgie de réattribution sexuelle et de l'hormonothérapie, créée en Allemagne au plus tard en 1918 et destinée aux personnes trans, se fait en parallèle de tentatives de « guérir » l'homosexualité, telle que la greffe, réalisée en 1916 par Eugen Steinach, d'un testicule d'un homme hétérosexuel vers un homme homosexuel,.
Le mot travesti est inventé en Allemagne par Magnus Hirschfeld qui l'utilise comme titre de son livre de 1910, Die Transvestiten,. Il l'applique aux personnes qui changent d'expression de genre ponctuellement ou en permanence, avec ou sans transition sociale ou médicale. Une série d'opérations d'affirmation de genre est réalisée en Allemagne au sein de l'Institut Hirschfeld dans les années 1920. Lili Elbe, l’une des premières patientes de l’Institut à avoir bénéficié d'une chirurgie de réattribution sexuelle, meurt à la suite de l’échec d’une transplantation utérine en 1931.
Hirschfeld milite pour que Berlin mette en place un certificat de travesti, qui permettrait aux personnes indiquées comme hommes sur leurs papiers d'identité d'adopter une présentation féminine sans problèmes avec la police. Après la première guerre mondiale, il obtient également de la Prusse qu'elle permette le changement de prénom en faveur d'un prénom non genré pour les personnes transgenres. Les travaux d'Hirschfeld permettent de distinguer la transidentité de l'homosexualité.

### Nazisme et fascisme
En 1933, pendant l'ascension d'Adolf Hitler au pouvoir en Allemagne, Hirschfeld, qui se trouve être juif, est à l'étranger pour une conférence sur les sciences sexuelles. Pendant son absence, son institut médical est incendié, ainsi que tous les documents de recherche produits par l'institut. Les archives contenant les informations personnelles de la patientèle sont utilisées pour ficher les personnes transgenres et les arrêter.
Lucy Salani, antifasciste et déserteuse italienne, déportée à Dachau, est considérée par le Movimento Identità Trans comme la seule personne trans italienne à avoir survécu aux persécutions fascistes et nazies et aux camps de concentration,.
Après la Seconde Guerre mondiale, des drag shows de militaires font des tournées dans tout le Royaume-Uni avec un grand succès. Pour les femmes trans en particulier, se produire en spectacle permet de légitimer leur identité de femme au quotidien ainsi que, parfois, de gagner de l'argent pour financer une transition médicale. À la fin du vingtième siècle, un revirement pousse certains hommes gay et drag queen à rejeter les personnes trans dans leur art alors qu'ils gagnent en popularité dans la culture populaire.

### Démocratisation des opérations médicales
Après la Seconde Guerre mondiale, Christine Jorgensen, une Américaine installée au Danemark, suit une hormonothérapie et choisit une castration ; de retour aux États-Unis quelques années plus tard, elle obtient une vaginoplastie,. Son histoire est largement médiatisée à partir de 1952,,.
La concentration sur les opérations médicales complique la définition des personnes trans et intersexe. Des personnes trans utilisent de plus en plus un motif d'intersexuation, plus ou moins légitime, pour expliquer et justifier leur transition. Roberta Cowell prend de fortes doses d'œstrogènes mais vit encore en tant qu'homme en 1950. Elle réalise en secret une orchidectomie inguinale auprès de Michael Dillon, après avoir eu deux enfants. Elle affirme ensuite n'avoir fait aucune chirurgie et obtient alors un document indiquant qu'elle est intersexe, ce qui lui permet de demander une vaginoplastie le 15 mai 1951. Elle se présente toujours, par la suite, comme intersexe et non trans, critiquant ouvertement et traitant de malades mentales dans son autobiographie les femmes trans qu'elle rencontre au cours de sa vie. Dillon lui-même subit la première mammectomie : hospitalisé pour une raison complètement différente, il découvre qu'un chirurgien plastique est présent à l'hôpital et en profite pour lui demander l'intervention.
La première chirurgie de réattribution sexuelle au Chili a lieu sur Marcia Torres à Santiago en mars 1973,. Quelques mois plus tard, la prise de pouvoir d'Augusto Pinochet marque une forte aggravation de la répression contre les personnes gay et trans. Torres parvient cependant à obtenir des papiers d'identité féminins après son opération.

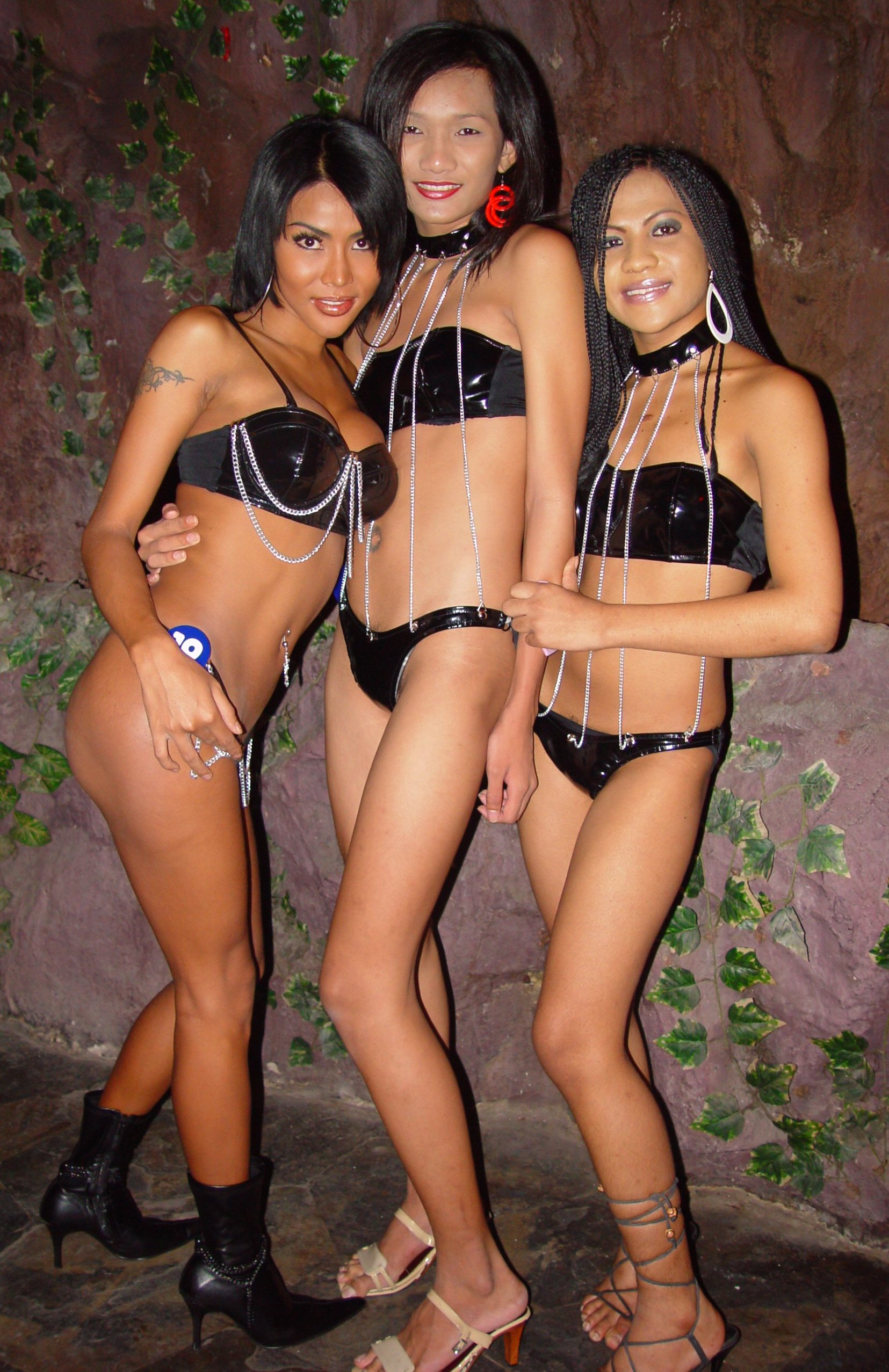
Danseuses Kahtoey à Bangkok.

Au milieu des années 1980, on observe un revirement de la perception de la transidentité en Iran. Maryam Khatoun Molkara, une femme trans, demande à Rouhollah Khomeini une autorisation religieuse de changer de sexe ; il la lui fournit, et cette lettre devient la fatwa autorisant de telles opérations en Iran. En parallèle, l'homosexualité reste interdite, forçant dans les faits les personnes trans à subir une chirurgie de réassignation sexuelle pour vivre en liberté. En 2008, l'Iran réalise plus d'opérations de changement de sexe que toute autre nation, à l'exception de la Thaïlande.

## Temps présent et sujet de société

### Militantisme pour les droits des personnes transgenres
La journée du souvenir trans, le 20 novembre, naît en mémoire de Rita Hester, tuée par transphobie le 28 novembre 1998 à Allston dans le Massachusetts.

#### Afrique
Il semblerait que la première rencontre publique de personnes transgenres en Afrique ait eu lieu au Cap, en Afrique du Sud, en 2008. Dans certains pays du continent, dont la Namibie et l'Afrique du Sud, des militants LGBT prennent la parole au nom de personnes transgenres qui peuvent ainsi conserver leur anonymat ; cette pratique est appelé par les chercheurs « ventriloquie provisoire ».

#### Amériques
Aux États-Unis, un militantisme transgenre et gay se forme dans les années 1960, notamment lors des émeutes de la cafétéria Compton à San Francisco où le travestissement était interdit jusqu'en 1974[réf. souhaitée] et des émeutes de Stonewall à New York. En 1974, Canary Conn publie son autobiographie de femme transsexuelle et est invitée à en discuter sur de nombreux talk-shows au cours de la décennie qui suit. En parallèle, de nombreuses organisations sociales militant pour les droits des personnes transgenres naissent dans les années 1970 et 1980, dont FTM International, principal groupe de défense des droits pour les hommes trans. Des mouvements se développent également dans des territoires non incorporés des États-Unis, comme à Porto Rico, autour de figures comme Bárbara Santiago Solla (en) (dite Soraya) puis Ivana Fred.
Des autochtones d'origine Ojibwé proposent le terme de bispiritualité pour désigner les personnes n'appartenant pas à la binarité de genre européenne, entre autres pour se distancer des cultures LGBTQ occidentales. En 1994, la proposition est adoptée à la majorité,,.
À partir des années 2000, la visibilité des personnes trans s'accroit largement aux États-Unis et dans le monde, notamment avec la popularité de l'actrice Laverne Cox et le coming-out de Caitlyn Jenner.
Kim Coco Iwamoto (en) devient la première personne ouvertement trans à être élue à un poste national aux États-Unis lorsqu'elle intègre le Conseil de l'éducation d'Hawaï en 2006 et Danica Roem devient la première personne ouvertement trans à être élue à une assemblée législative d'État lorsqu'elle remporte un siège à la Chambre de Virginie en 2017. En 2021, Rachel Levine, une femme trans, est nommée secrétaire adjointe à la Santé des États-Unis. La Californie devient en 2023 le premier État à déclarer un “Mois de l’Histoire des Transgenres”, après le vote d'une décision par son assemblée législative pour dédier le mois d’août à cette cause[réf. souhaitée].

#### Asie
Dans le cadre de la mondialisation des combats pour les droits des personnes trans, les hijras sont classifiées comme des femmes trans en Inde et au Pakistan (où elles sont appelées « khwaja sira », le terme de hijra étant très péjoratif). Or, cette classification leur retire la fluidité de genre que beaucoup adoptent, ainsi que les côtés religieux de leur identité.

#### Océanie
Dans les Îles Cook, akava'ine est un mot Maori rarotongan qui désigne les personnes transgenres d'origine Maoris des Îles Cook. C'est une identité créée dans les années 2000 qui se pose en regard du contact culturel avec d'autres polynésiens vivant en Nouvelle-Zélande, en particulier les Fa'afafine de Samoa.

### Militantismes contre les droits des personnes transgenres
En 1979 aux États-Unis, Janice Raymond publie l'essai The Transsexual Empire, dans lequel elle maintient que les femmes trans violeraient le corps des femmes en réduisant la vraie forme féminine à un artefact, en s'appropriant le corps féminin. Elle s'en prend notamment à Sandy Stone, une femme trans active dans le collectif féministe lesbien Olivia Records. Stone et Donna Haraway publient en réponse The Empire Strikes Back: A Posttranssexual Manifesto, en 1991.
En 2008, Viv Smythe crée l'acronyme TERF, qui a vocation à être un terme neutre pour désigner les féministes radicales excluant les personnes trans. L'acronyme est utilisé de façon de plus en plus péjorative au cours des années suivantes.
Donald Trump ordonne en juillet 2017 de ne plus recruter de personnes transgenres dans l'armée américaine,. La mesure est repoussée par son administration, puis rencontre des obstacles juridiques ; elle n'est jamais appliquée,. À la suite de sa réélection où l'équipe de Donald Trump a dépensé 120 millions de dollars en publicité anti-trans,, Donald Trump promet de stopper le « délire transgenre » ; ainsi en janvier 2025 Donald Trump passe une série de décrets exécutifs (14168,  Prioriser l'excellence et la préparation militaires et Protéger les enfants des mutilations chimiques et chirurgicales) afin de lutter contre l'« idéologie de genre ».